# Convención Nacional Republicana de 2012
La Convención Nacional Republicana de 2012, en la cual los delegados del Partido Republicano de los Estados Unidos elegierón al nominado para Presidente de los Estados Unidos y Vicepresidente de los Estados Unidos, se celebró en la semana del 27 de agosto de 2012, en Tampa, Florida en el Tampa Bay Times Forum.

## Selección
El 14 de agosto de 2009, el Comité Nacional Republicano nombró a 13 personas para que el comité iniciara el proceso de seleccionar a la ciudad sede para la convención de 2012.
Los noticieros habían indicado en 2010 que aparte de Tampa, Salt Lake City, Utah y Phoenix, Arizona, habían sido seleccionadas como las ciudades finalistas. La decisión fue anunciada el 12 de mayo de 2010, cuando Tampa fue seleccionada como ciudad sede.